# Marongsari
Marongsari is een bestuurslaag in het regentschap Wonosobo van de provincie Midden-Java, Indonesië. Marongsari telt 2277 inwoners (volkstelling 2010).